# Kåte
Kåte (nordsamisk: goahti, lulesamisk: goahte, pitesamisk: gåhte, umesamisk: gåhtie och sydsamisk: gåetie) er den traditionelle samiske bolig.
Der findes både flytbare samt permanente kåter, hvilket kommer af at samerne ofte har levet som nomader men også har haft permanente opholdssteder som de vendte tilbage til år efter år. En kåte kan konstrueres på forskellige måder, men i den traditionelle udformning har den altid et ildsted i midten af kåten samt derover et åbent hul til røgen. Moderne permanente kåter kan i stedet været forsynet med brændeovn og skorsten.